# Políticas activas de empleo

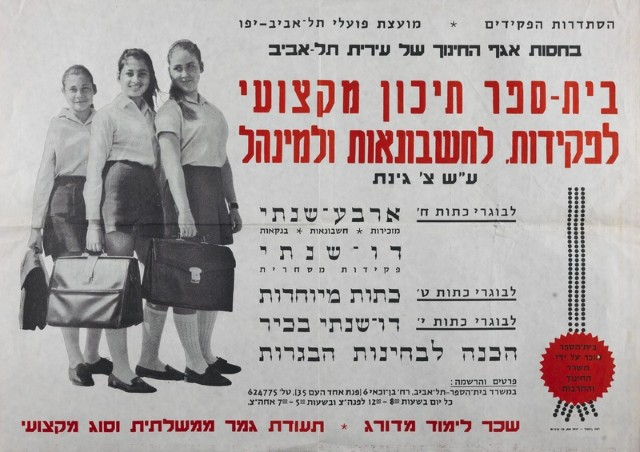
Cartel de un instituto israelí de formación profesional. La formación dirigida de los desempleados en las tareas que demande el mercado laboral se considera una política activa de empleo.

Las políticas activas de empleo (PAE) son intervenciones del Estado en el mercado laboral para ayudar a los parados a encontrar trabajo. También se conocen como "políticas de activación" o "estrategias de activación". Muchas de estas políticas surgieron de proyectos previos de obras públicas, particularmente aquellos llevados a cabo en la época del New Deal, diseñados para combatir el desempleo generalizado en el mundo desarrollado durante el período de entreguerras. Hoy el análisis académico de las PAE se asocia con economistas como Lars Calmfors o Richard Layard. 

## Tipos
- Servicios de empleo público, como bolsas de trabajo y mecanismos para recibir, por un lado, las ofertas de los empresarios y, por otro lado, las demandas de los desempleados. Estos servicios ayudan a los parados difundiendo información sobre vacantes y proporcionándoles ayuda para que superen entrevistas de trabajo o para redactar su curriculum vitae.
- Formación, mediante clases o períodos como aprendiz, que ayuda los parados a mejorar sus habilidades profesionales y así aumentar su empleabilidad.
- Empleos subsidiados, ya sea en el sector público o en el privado, crean directamente trabajos para los parados. Estas son medidas habitualmente a corto plazo, diseñadas para que los parados adquieran experiencia laboral y para que sus habilidades no se atrofien.
- Incentivos para colectivos desfavorecidos,[2] como subsidios parciales del salario o las cuotas de la seguridad social para personas trabajadoras discapacitadas o mayores de 50 años.

## Algunos ejemplos
- Obligar al desempleado, si quiere seguir recibiendo el subsidio, a buscar trabajo activamente, por ejemplo presentándose a las entrevistas de trabajo que le facilite la oficina de empleo, e incluso forzándolo a aceptar un puesto de trabajo en su misma localidad o dentro de un radio geográfico.[3] En 2009 el Reino Unido obligaba a los perceptores de subsidio de desempleo a aceptar trabajos que estuvieran a menos de hora y media de transporte desde su domicilio.[4]

- Obligar al desempleado a tomar parte en cursos de formación.[3]

- Fomento del autoempleo: subsidios y facilidades para que el desempleado emprenda (cree una empresa) o se convierta en trabajador autónomo.[3]

- Bases de datos de puestos vacantes y otras bases de currículos de aspirantes. Algunas de las primeras permiten que una persona (trabajador o desempleado) se inscriba y reciba avisos de vacantes que se corresponden con su perfil. Algunas de las segundas permiten que se den de alta empresarios y reciban los nuevos currículos de trabajadores que podrían ajustarse a lo que los empresarios necesitan.[3]

- Deducciones fiscales a los parados que aceptan un trabajo.[3]

- Licitación de los servicios de colocación a empresas privadas (se ha hecho en Australia y Holanda), que cobran por cada desempleado que consiguen que se ponga a trabajar.[3]

## Características
Estas políticas empezaron a aplicarse en EE. UU. y Reino Unido tras la crisis del petróleo de 1973.
Las políticas activas de empleo están muy presentes en los países escandinavos, aunque durante el período 1990-2000 su popularidad en Europa creció notablemente. Como ejemplos destacados pueden citarse un programa británico también bautizado New Deal (rebautizado en 2009 Flexible New Deal) y muchos programas "del subsidio al empleo" en los EE. UU.
Numerosos autores (Boix 1998; Esping Andersen, 1990; Huo, Nelson et al. 2008) sostienen que los países con partidos de izquierda y sindicatos más fuertes han desarrollado más las PAE. Por otro lado, los partidos socialdemócrátas pueden no promover las PAE si sus electores son trabajadores bien protegidos, y por tanto tienen poco riesgo de convertirse en parados (Rueda, 2007). Más recientemente, la idea de que diferentes tipos de PAE tienen similares determinantes políticos ha sido contestada por autores como Bonoli (2010) o Vlandas (2011 y 2013). En los Estados Unidos, las PAE fragmentadas e infrafinanciadas han sido señaladas como factor en el aumento de la reacción populista en el Cinturón de Óxido durante la primera mitad de la década que comenzó en 2011.
Las políticas activas de empleo se consideran las más eficaces para combatir el paro de larga duración (más de un año). Tienen un coste elevado.

## Eficacia de las PAE
- En los países que han adoptado las PAE se han realizado numerosos estudios cuantitativos para intentar determinar su eficacia. Los resultados son diversos,[4] pues se trata de muchas políticas distintas aplicadas a grupos de personas en diferentes situaciones. En Holanda se halló que los parados que, por una sanción, han visto reducido su subsidio de desempleo, transitan más rápidamente del paro al empleo.[3]

- En general se espera un tiempo, alrededor de 6 meses, desde que la persona pierde su trabajo hasta que se ponen en marcha para ella las políticas activas de empleo. Esto tiene la finalidad de facilitar que, durante ese período, la persona encuentre empleo por sí misma.[3]

- Experiencias de descentralización de las oficinas de empleo en Holanda y Suecia muestran que la intervención de demasiados actores puede dar lugar a un servicio desigual a los parados.[3]

En un extenso informe de 2004 sobre la eficacia de las PAE, Betcherman et al. concluyeron que:
- Los servicios públicos de empleo eran eficaces y baratos.
- Los desempleados que reciben formación consiguen encontrar empleo más rápidamente que quienes no la reciben, aunque su salario no mejora.
- El reciclaje de trabajadores despedidos masivamente, en general, no funciona, ni tampoco la formación de jóvenes desempleados.
- Salarios subsidiados: no tienen efectos positivos sobre los trabajadores e introducen ineficiencias.
- Programas de obras públicas: pueden funcionar como red de seguridad a corto plazo, pero no mejoran la empleabilidad futura de los participantes.
- Fomento del autoempleo y el emprendimiento: tiene cierta eficacia para trabajadores formados y mayores. Sin embargo, pocos candidatos lo escogen.

Daguerre and Etherington (2009) consideran que en la OCDE funcionan las PAE que:
- ofrecen ayuda personalizada e intervención temprana;
- tienen un número de parados de los que se ocupa cada persona de la oficina de empleo adecuado para su seguimiento;
- tratan a los desempleados con cuidado para evitar que desistan de la PAE, pero aplicando una condicionalidad estricta; y
- combinan una formación inicial con subsidios salariales para los formados.

En los países en desarrollo resulta difícil determinar si funcionan estas políticas.

## Apoyos y críticas a las PAE
- La OCDE recomienda las PAE desde al menos 1964.[4]
- No son la panacea para el elevado desempleo y deben abordarse con expectativas realistas.[4]
- Resulta muy complicado evaluar su eficacia real debido a la dificultad de establecer un grupo de control extenso y sin sesgos al que no se le hayan aplicado estas políticas.[7]

## Diferencia con las políticas pasivas de empleo
Se considera pasivo el subsidio de desempleo incondicional. En cambio una política activa de empleo tiene como objetivo que los perceptores del subsidio de desempleo se pongan a trabajar lo antes posible.